# Cremastus exochus
Cremastus exochus är en stekelart som beskrevs av Dasch 1979. Cremastus exochus ingår i släktet Cremastus och familjen brokparasitsteklar. Inga underarter finns listade i Catalogue of Life.